# 人民社会同盟
人民社会同盟，简称桑功（“社会”之意），是柬埔寨一个已不存在的政治组织，活跃于1955年至1970年期间。
1955年，诺罗敦·西哈努克让位给自己的父亲之后组建了这个政治组织。这个组织虽然将自身描述为“运动”而不是政党，但事实上具有政党地位。
这个政治组织在西哈努克统治期间长期是执政党，在政坛上具有绝对优势的地位，直到1970年被朗诺政变推翻为止。